# 朱洪昌
朱洪昌（1932年3月2日—2021年7月24日），男，山东掖县人，中国石油工作者，大庆石油会战“五面红旗”之一，第三届、第五届全国人大代表。

## 生平
毕业于抚顺钢铁学校，1952年参加工作。1960年从甘肃临时抽调参加大庆石油会战，任大庆工程指挥部中队长、水电指挥部副指挥。1965年后，历任抚顺炼建公司副经理、胜利油田炼厂副书记、革委会副主任，河南炼建公司革委会主任、东北八三工程指挥部副指挥。1973年至1990年，任石油部管道局局长。1990年3月至1992年12月，任塔里木石油勘探开发指挥部副指挥。2021年7月24日2时10分在河北廊坊逝世。